# Gwara strandżańska
Gwara strandżańska (bułg. странджански говор) – jeden z dialektów języka bułgarskiego. Należy do gwar rupskich.
Rozprzestrzeniony wyłącznie w górach Strandża.

## Charakterystyczności
- Przejście liter „t” (т) na „k” (к’) oraz „d” (д) na „g” (г’), np. pek (пек’) → bułg.: pet (пет) – pięć, weżgi (вежг’и) → bułg.: weżdi (вежди) – brwi.
- Długie miękki spółgłoski „l” (л̄’), „n” (н̄’), „k” (к̄’), „g” (г̄’), np. bile (бил̄’е) → bułg.: biłka (билка) – zioło, sirenie (сирен̄’е) → bułg.: sirene (сирене) – bułgarski ser biały, cwekie (цвек̄’е) → bułg.: cwete (цвете) – kwiat, liwagie (ливаг̄’е) → bułg.: liwadi – łąki.
- Miękka spółgłoska rodzajnika rodzaju męskiego „et” (е̥т), np. eziket (езике̥т) → bułg.: ezikyt (езикът) – ten język, koszet (коше̥т) → bułg.: koszyt (кошът) – ten kosz.
- Zapożyczenia z jęz. greckego, np. lida (лида) → bułg.: swinska mas (свинска мас) – smalec, mi (ми) → bułg.: ne, nedej (не, недей) – nie, nie, kunizma (кунизма) → bułg.: ikona (икона) – ikona.
- Leksykalne funkcje, np. koj (кой) → bułg.: sztyrkieł (щъркел) – bocian, poton (потọн) → bułg.: pod (под) – poniżej, sysek (съсек) → bułg.: chambar (хамбар) – stodoła, oznobawam (ознобавам) → bułg.: osłanjawam (осланявам) – polegać.